# Starý Plzenec
Starý Plzenec (německy Altpilsen, latinsky Antiqua Pilsna) je město v okrese Plzeň-město v Plzeňském kraji. Leží na řece Úslavě zhruba devět kilometrů jihovýchodně od centra Plzně. Žije zde přibližně 5 400 obyvatel. Ve městě se nachází základní škola a základní umělecká škola.

## Historie

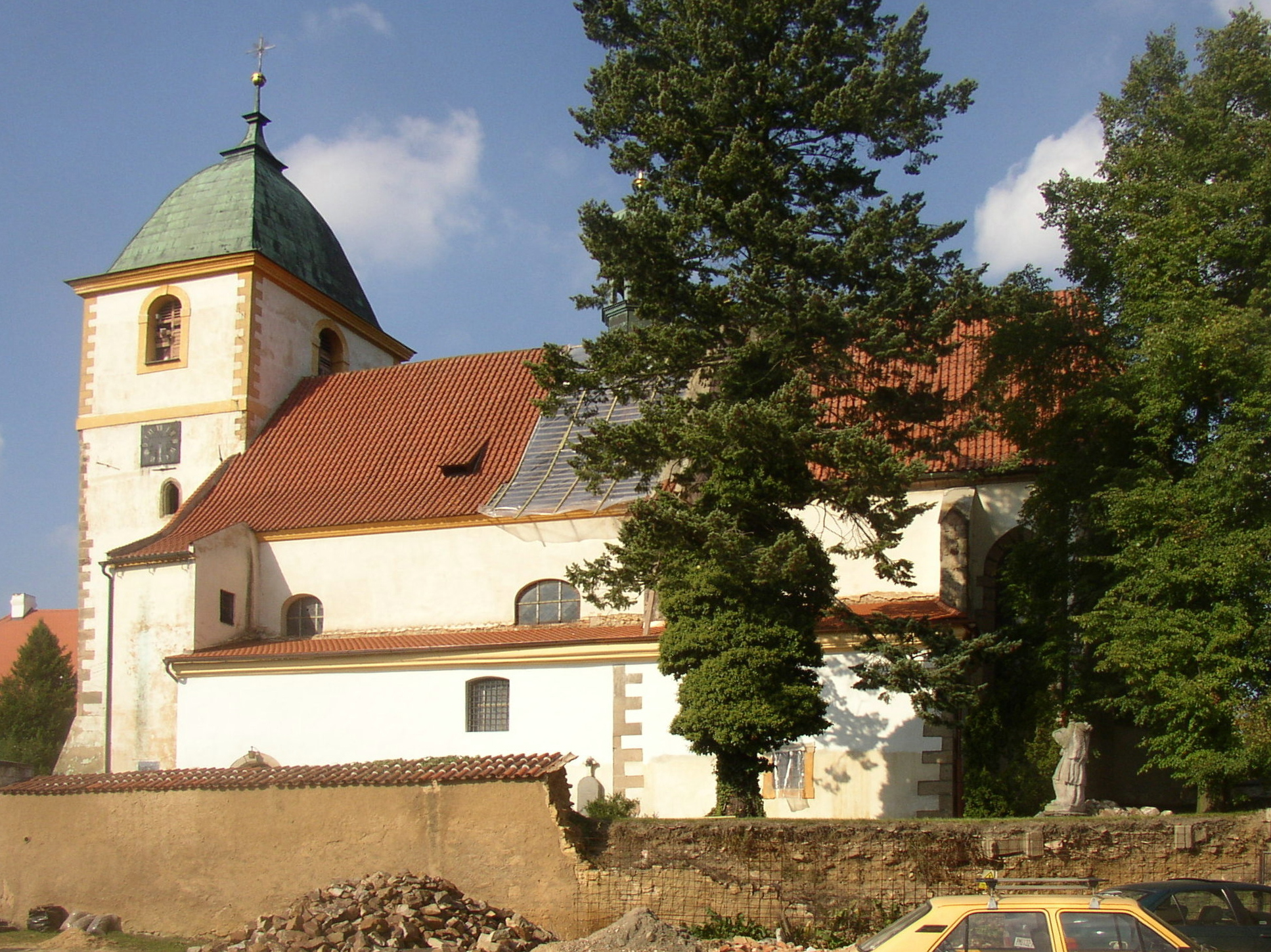
Kostel Narození Panny Marie

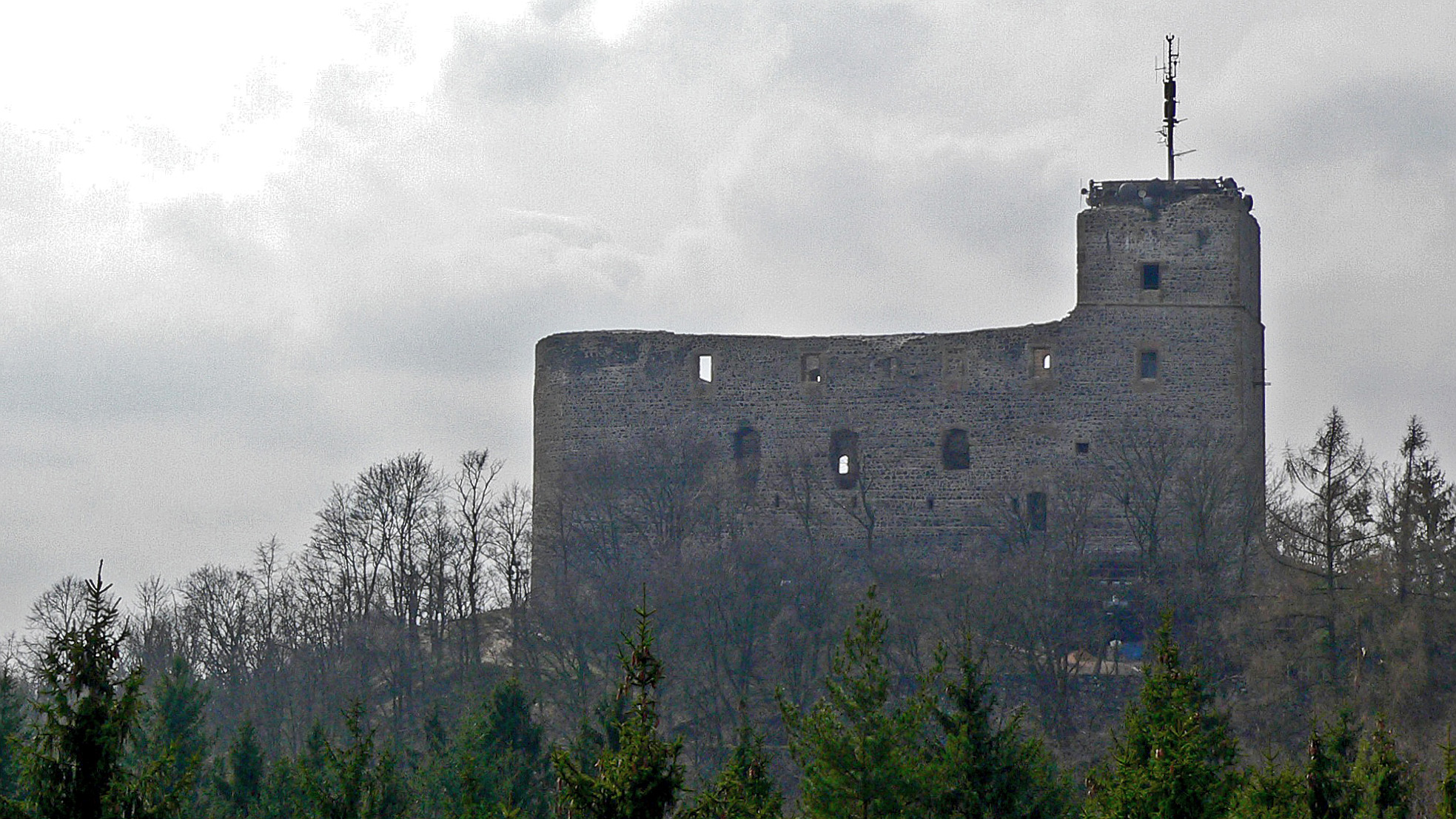
Hrad Radyně

První písemná zmínka o Starém Plzenci (tehdy ještě bez přívlastku starý) se datuje k roku 976, kdy u tohoto přemyslovského hradiště (iuxta Pilisini urbem) kníže Boleslav II. porazil vojsko německého krále Oty II. V podhradí postupně vyrostlo městské sídlo, zmiňované jako Plizeni (993) či Plizen (1109), s řadou kostelů a živým obchodním ruchem na Řezenské cestě z Prahy do Bavorska, které až do konce 13. století patřilo k nejdůležitějším v českém státě.
V letech 1213–1216 bylo hradiště sídlem Děpolta III., Přemyslovce z vedlejší větve a v letech 1224–1228 je uváděn pozdější český král Václav I. jako „vévoda plzeňský“. Důležitost staré Plzně byla jistě vnímána i Přemyslem Otakarem II. Ten ve své rozsáhlé zakladatelské a fundační činnosti zanechal stopy i zde. Po roce 1266 dává Přemysl Otakar II. pod správu kláštera v Chotěšově osm staroplzeňských kostelů: sv. Petra a Pavla, sv. Vavřince, sv. Kříže, Narození Panny Marie, sv. Jana Křtitele, sv. Martina, sv. Václava a sv. Blažeje. Darovací listina se dochovala, proto jsou známy jejich jména, i když některé již dávno zanikly.
V roce 1295 král Václav II. opodál založil Novou Plzeň (tj. nynější město Plzeň) a v letech 1356 až 1361 byl na základě rozhodnutí císaře Římské říše Karla IV. vybudován královský hrad Karlskrone, dnešní Radyně. V roce 1442 je poprvé doložen název Starý Plzenec. Město bylo do poloviny 15. století královským majetkem. Poté bylo ve vlastnictví šlechty, jeho význam postupně upadal a stal se městysem. Znovu povýšen na město byl Plzenec v roce 1912.  
Od 1. ledna 2007 je obec součástí okresu Plzeň-město (předtím okresu Plzeň-jih).

## Obyvatelstvo
| Rok            | 1869  | 1880  | 1890  | 1900  | 1910  | 1921  | 1930  | 1950  | 1961  | 1970  | 1980  | 1991  | 2001  | 2011  | 2021  |
| -------------- | ----- | ----- | ----- | ----- | ----- | ----- | ----- | ----- | ----- | ----- | ----- | ----- | ----- | ----- | ----- |
| Počet obyvatel | 1 897 | 2 107 | 2 231 | 2 544 | 2 847 | 3 278 | 4 451 | 4 150 | 4 390 | 4 199 | 4 144 | 4 054 | 4 243 | 4 952 | 5 232 |
| Počet domů     | 215   | 249   | 250   | 260   | 301   | 391   | 672   | 880   | 892   | 949   | 971   | 1 151 | 1 254 | 1 455 | 1 632 |

## Městská správa

### Části města
- Starý Plzenec

1. Staré město
2. Malá strana
3. Vilová čtvrť

- Sedlec

Od 1. ledna 1980 do 31. srpna 1990 k městu patřil i Letkov.

### Městské symboly
Znak města je historický, vlajka byla městu udělena rozhodnutím předsedy Poslanecké sněmovny Parlamentu České republiky dne 15. prosince 1998.

## Hospodářství a doprava
Město je napojeno na významnou železniční trať č. 190 Plzeň – České Budějovice a sídlí v něm největší český výrobce sektu, firma Bohemia sekt.

## Pamětihodnosti
- Slovanské hradiště Hůrka neboli (Stará) Plzeň, na vrchu Hůrka (431 metrů), severně od města. Od 10. do 13. století středisko správy západních Čech. Dochovány základy kostelů svatého Vavřince a svatého Kříže, národní kulturní památka České republiky.
- Rotunda svatého Petra a Pavla z 10. století v areálu hradiště, nejstarší stojící kostel v západních Čechách
- Hrad Radyně, zřícenina gotického hradu, založeného Karlem IV. kolem roku 1356 na vrcholu kopce Radyně, jižně od města, z hradní věže, která je nejvyšším bodem širokého okolí se nabízí kruhový rozhled
- Přírodní památka Andrejšky, buližníkový skalní hřeben na severozápadním úbočí Radyně
- Přírodní památka Černá stráň
- Kostel Narození Panny Marie v místní části Malá Strana (někdejším podhradí hradiště), kostel původem románský ze 12. století, dnešní podoba gotická ze 14. století, s barokními úpravami roku 1695
- Kostel Narození svatého Jana Křtitele na Masarykově náměstí původně románského založení, snad knížetem Jaromírem počátkem 11. století, později zcela přebudován goticky
- Sloup se sochou Panny Marie Immaculaty z roku 1721 s doprovodnými sochami svatého Josefa, Václava, Ludmily a Barbory, na Masarykově náměstí[12]
- Pomník padlých na Masarykově náměstí[13]
- Kašna se sochou Neptuna na Masarykově náměstí[14]
- Radnice
- Fara[15]
- Socha svatého Blažeje[16]
- Sousoší Piety[17]

Většinu turisticky pozoruhodných míst ve městě a okolí spojuje 9 km dlouhá okružní Staroplzenecká naučná stezka.

## Osobnosti
- Petr Cetkovský (*1959), lékař hematolog, vysokoškolský pedagog
- Ivo Fencl (* 1964), spisovatel a publicista
- Ivan Hostaša (1948–2007), výtvarník, sochař– keramik, bluesman
- Filip Jícha (* 1982), nejlepší házenkář světa za rok 2010, dvojnásobný vítěz Ligy mistrů s THW Kiel, (ve Starém Plzenci začínal s házenou)
- Miloš Václav Lokajíček (1923–2019), vědec, kvantový fyzik, radiobiolog
- Emanuel Michal (1894–1968), geolog, seismolog a odborný publicista, mecenáš
- Josef Poláček (1931–2012), historik, spisovatel a afrikanista
- Stanislav Suda (1865–1931), hudební skladatel a hudební pedagog, flétnista
- Miroslav Zikmund (1931–2004), malíř, sochař a restaurátor (vyrůstal ve Starém Plzenci)

### Čestní občané
- Jan Schuhmann, řídící učitel – čestné měšťanství uděleno v roce 1880[18]

## Partnerské město
- Švermov (část města Kladna)

## Živý betlém
Od roku 1992 ve Starém Plzenci působí společenství, které každoročně v době vánočních svátků připravuje představení tzv. živého betléma. Staroplzenečtí s tímto představením vystupují nejen v domácím prostředí, ale prezentovali je také v mnoha okolních obcích nebo i ve vzdálenějších městech, jako například v Praze, Příbrami, Plzni, Manětíně nebo v Litvínově.